# Жучок (посёлок)
Жучок — посёлок в Брасовском районе Брянской области, в составе Столбовского сельского поселения. 
 Расположен в 7 км к юго-востоку от посёлка Летча. Население — 29 человек (2010).
Возник в 1920-е годы; первоначально — два раздельных посёлка, Жучок 1-й (Большой) и 2-й (Малый). До 1960 года входил в состав Пионерского сельсовета; в 1960—2005 гг. — Городищенского (2-го) сельсовета.
| Годы      | 1926 | 1979 | 1989 | 2002 | 2010 |
| --------- | ---- | ---- | ---- | ---- | ---- |
| Население | 212  | 242  | 109  | 57   | 29   |